# Cuentos inconclusos de Númenor y la Tierra Media
Los Cuentos inconclusos de Númenor y la Tierra Media (también conocidos simplemente como Cuentos inconclusos) es una colección de historias escritas por J. R. R. Tolkien que nunca fueron completadas en vida del escritor, pero fueron editadas por su hijo Christopher Tolkien y publicadas en 1980.
Al contrario que en El Silmarillion, en el cual se modificaron los fragmentos de la narrativa para conectarlos y crear una obra consistente y coherente, los Cuentos inconclusos se presentan como Tolkien los concibió, con el ligero cambio de algunos nombres (el autor tenía el hábito de inventar distintos nombres para un personaje mientras escribía sus borradores). De esta manera, algunas de estas historias están incompletas, mientras que otras son colecciones puramente informativas acerca de la Tierra Media. Cada cuento está acompañado de una larga serie de notas aclarando puntos inconsistentes y oscuros.
Como ocurrió con El Silmarillion, Christopher Tolkien editó y publicó los Cuentos inconclusos antes de terminar de estudiar a fondo los materiales del archivo de su padre. A pesar de su escasa consistencia editorial, los Cuentos inconclusos proporcionan información más detallada acerca de los personajes, hechos y lugares que únicamente se mencionaban brevemente en El Señor de los Anillos. Las versiones de historias como los orígenes de Gandalf y los Istari (los Magos), la muerte de Isildur y la pérdida del Anillo Único en los Campos Gladios, y la fundación del reino de Rohan ayudan a aumentar el conocimiento sobre la Tierra Media.
Es particularmente reseñable el cuento de Aldarion y Erendis, la única historia conocida de Númenor antes de su caída. El libro incluye asimismo un mapa de Númenor.
El éxito comercial de los Cuentos inconclusos demostró que la demanda de historias de Tolkien tras su muerte no estaba solo presente, sino que crecía. Animado por el resultado, Christopher Tolkien se embarcó en un proyecto más ambicioso, una obra de doce volúmenes titulada La historia de la Tierra Media, que abarca prácticamente toda la obra de Tolkien acerca de la Tierra Media.

## Contenido
Primera parte: la Primera Edad:
- «De Tuor y su llegada a Gondolin»
- «Narn i Chîn Húrin» (La historia de los hijos de Húrin)

Segunda parte: la Segunda Edad:
- «Una descripción de la isla de Númenor»
- «Aldarion y Erendis»
- «La línea de Elros: reyes de Númenor»
- «La historia de Galadriel y Celeborn»

Tercera parte: la Tercera Edad:
- «El desastre de los Campos Gladios»
- «Cirion y Eorl y la amistad de Gondor y Rohan»
- «La búsqueda de Erebor»
- «La búsqueda del Anillo Único»
- «Las batallas de los vados del Isen»

Cuarta parte:
- «Los Drúedain»
- «Los Istari»
- «Los Palantíri»